# Fur jezici
Fur jezici (furski jezici), jedna od glavnih skupina nilsko-saharske jezične porodice koja obuhvaća po starijoj klasifikaciji tri jezika, danas svega dva, kojima govori nekoliko plemena iz Darfura u Sudanu i susjednog Čada. 
Ime je došlo prema glavnom plemenu i jeziku, fur, iz Darfura čija je populacija oko 500 000. Ostala dva manja jezika su iz istočnog Čada, amdang 41 069 (2000 WCD) u prefekturi Biltine i mimi (izgubio status), sjeverno od Biltine, i kroz Ouaddaï.
Što se tiče jezika mimi utvrđeno je 2004. da je to naziv za grupu ljudi u Čadu, koji sami sebe nazivaju Amdang, a svoj jezik amdangti. Njegov kodni element [miv] povučen je iz upotrebe.

## Vanjske poveznice
- Ethnologue (14th)